# Short Sunderland
Short S.25 Sunderland byl britský hlídkový a protiponorkový hydroplán užívaný v druhé světové válce.

## Vývoj

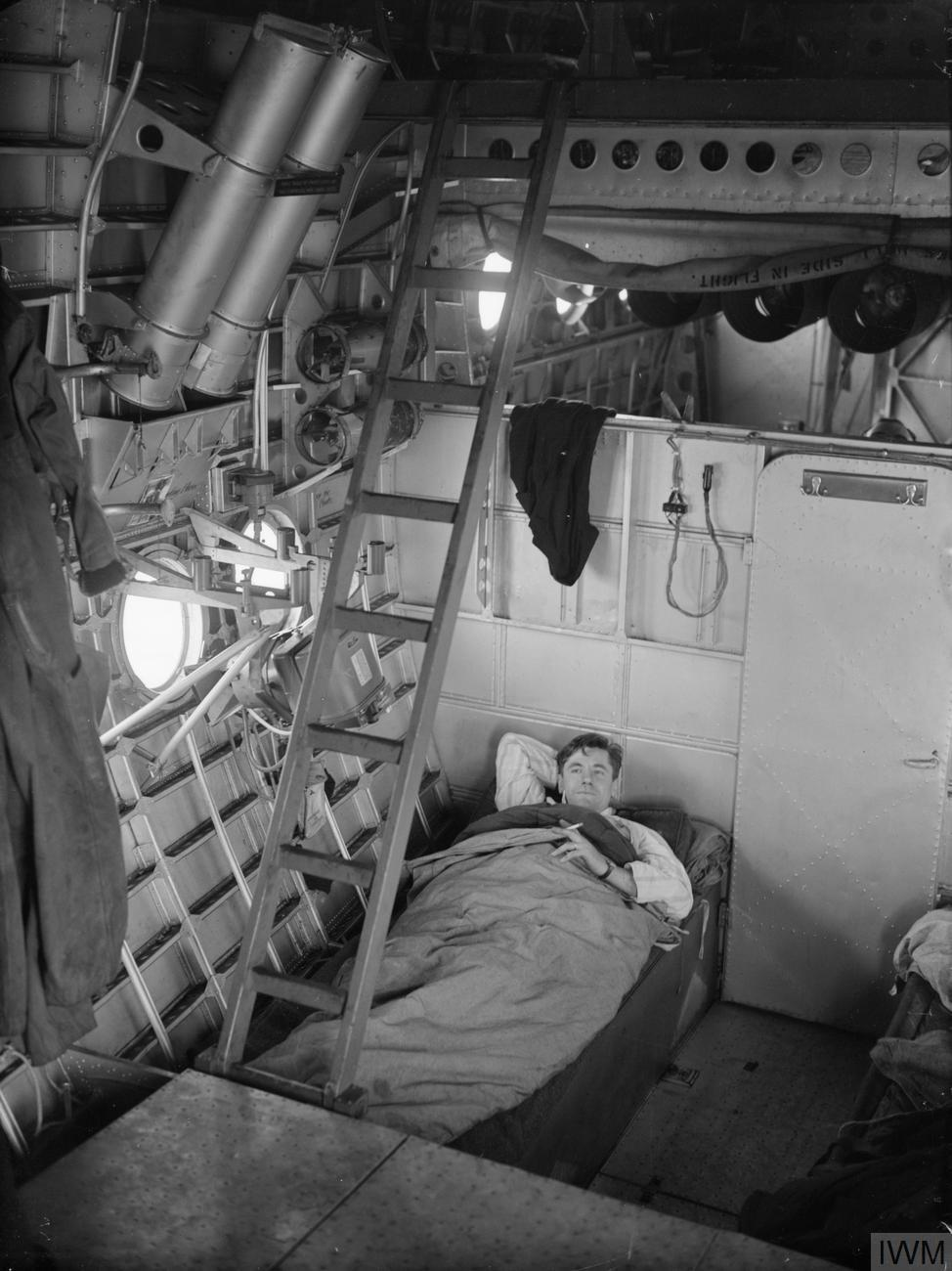
Místnost s lehátky v letounu

V roce 1934 vznikla ve Velké Británii soutěž na zakázku dálkových poštovních létajících člunů. Jedním z potenciálních výrobců se stala firma Short Bros. Ltd. sídlící v Rochesteru, která měla v tomto oboru již zkušenosti. Letoun, který postavila, byl vskutku impozantní. Velký létající člun měl dvě paluby, přičemž horní paluba byla určena pro posádku letadla a poštu, dolní paluba s luxusním vybavením pro cestující. Stroj začal létat na trasách mezi Velkou Británií a jeho zámořskými koloniemi, např. Jižní Afrikou, Indií, Singapurem či Austrálií. Během druhé světové války byly hydroplány S.26 a S.30 zařazeny do vojenské služby. Byly využívány k hlídkové službě a k záchranným akcím na otevřeném moři. K tomuto účelu byly vybaveny kulometnými věžemi.
Kromě této civilní verze byl na podkladě specifikace R.2/33 vyvinut vojenský typ tohoto letounu. Verze dostala označení S.25 a její prototyp poprvé vzlétl 16. října 1937. Za řízení stroje usedl vrchní zalétávací pilot John Parker a druhý pilot Harold Piper, kteří v tento den uskutečnili dva lety o celkovém trvání 45 minut. Typ Mk. I byl vybaven čtyřmi motory Bristol Pegasus X, každý o výkonu 709 kW (950 hp), neboť plánované motory Pegasus XXII o výkonu 753 kW (1,010 hp) nebyly zatím k dispozici. S těmito pohonnými jednotkami, upraveným křídlem a stupněm na dně trupu prototyp poprvé vzlétl 7. března 1938. Následně letoun přelétl do zkušebního střediska námořních letadel (MAEE) ve Felixstowe.
21. dubna 1938 zalétal Parker první předsériový Sunderland a 9. května s ním vystoupil do výšky 3 963 m při hmotnosti stroje 20 216 kg. Téhož dne dodal do Felixstowe další sériový S.25, zalétaný 4. května. Tento druhý vyrobený Sunderland převzala 28. května jedna z osádek operační 210. squadrony se základnou v Pembroke Docku, odkud pak 9. června odletěl do Singapuru. Vzdálenost 2 012 km do Gibraltaru ulétl za 8 hodin, na Maltu vzdálenou 1 931 km pak přelétl za 6,75 hodiny, téhož dne za 5,25 hodiny do Alexandrie. Přelet dále pokračoval do Habbánije, Bahrajnu, Karáčí, Gvaljóru, Kalkuty, Rangúnu a Margui, aby dolétl do singapurského Seletaru 22. června v rekordním čase. Zde byl letoun předán 230. squadroně.

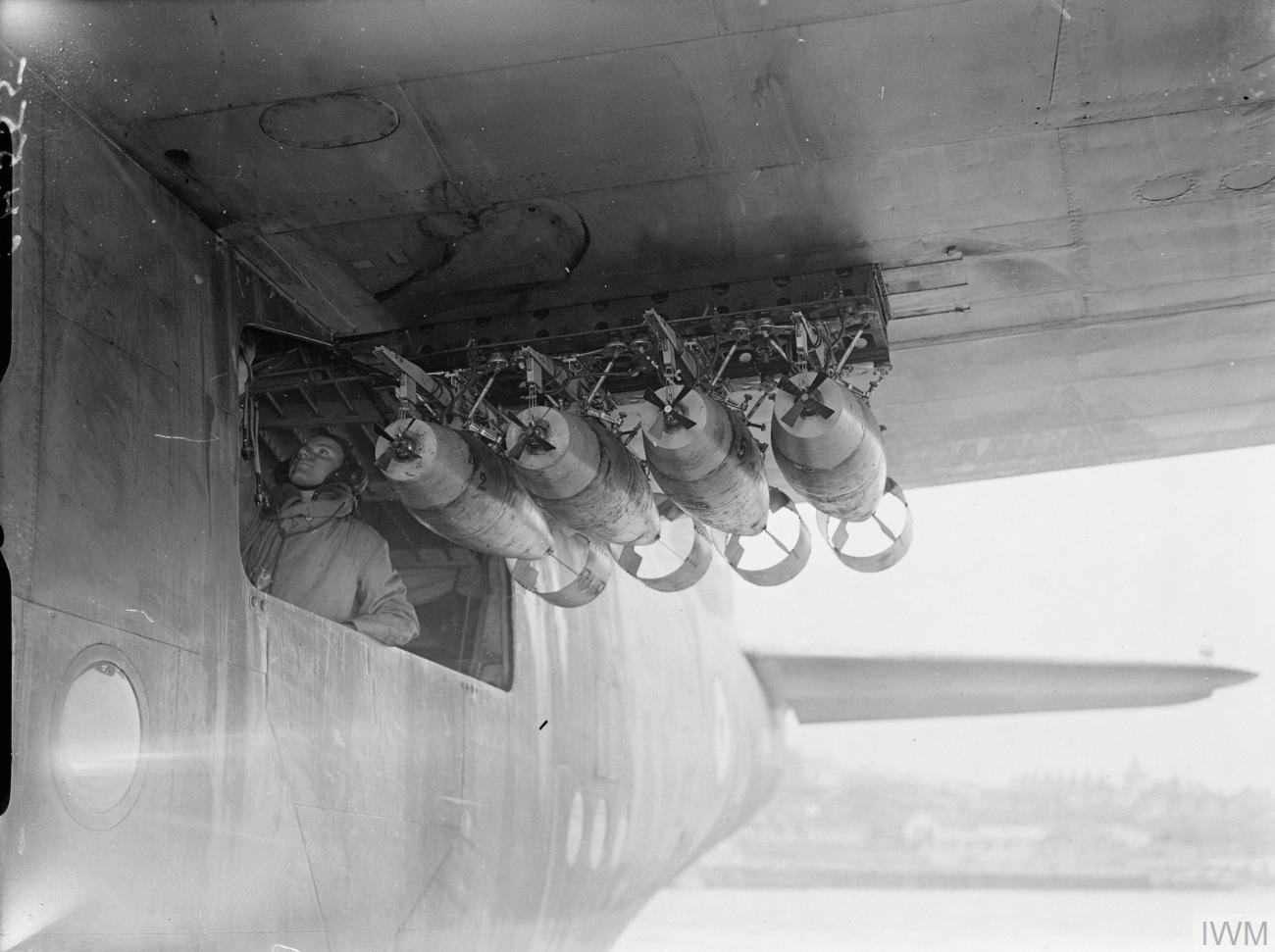
Pumové závěsníky letounu Sunderland

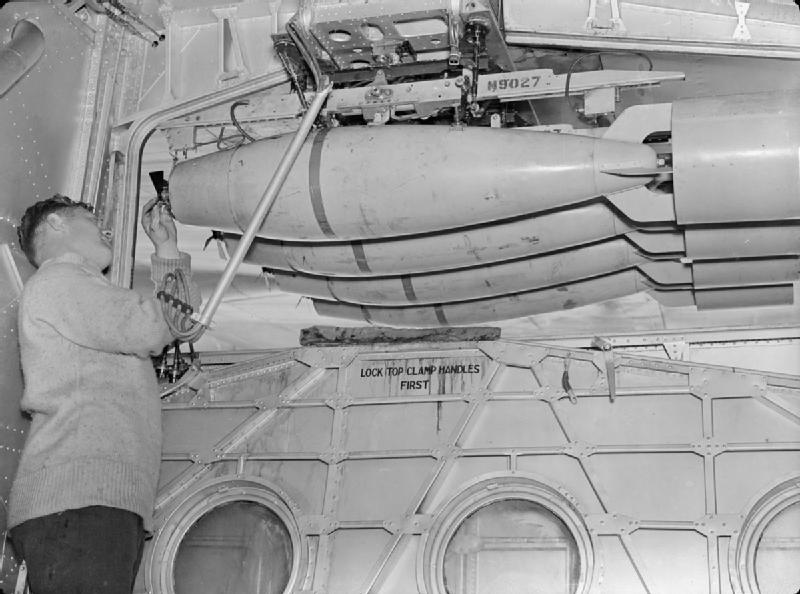
Vnitřní pumovnice

Již 18. května byl zalétán třetí sériový Sunderland, který opět osádka 210. squadrony mezi 22. červnem a 4. červencem dodala do Seletaru. Poslední předsériový Sunderland vzlétl 10. srpna a koncem téhož měsíce byla 230. squadrona plně přezbrojena osmi S.25. Domovská 210. squadrona mezitím převzala dva stroje, koncem listopadu 1938 již disponovala devíti Sunderlandy. V dubnu 1941 jednotka přešla na dvoumotorové americké stroje Consolidated PBY Catalina.
Z další desetikusové objednávky Ministerstva letectví vzlétl první Sunderland 1. září 1938, poslední pak 4. ledna 1939. V mezidobí byly objednány další tři kusy a brzy poté dalších 18 sériových exemplářů, z nichž poslední vzlétl těsně před začátkem II. světové války.
Druhou jednotkou na britských ostrovech, vyzbrojenou S.25, se stala 202. squadrona, která převzala dva Sunderlandy. Záhy je však předala 228. squadroně, která se po plném přezbrojení na Sunderlandy přemístila v červnu 1939 do Alexandrie. Poslední perutí, vybavenou před válkou S.25, se stala počátkem června 204. squadrona Coastal Command.
Stroj však byl dále modernizován, roku 1941 byla zahájena výroba typu Mk.II s motory Pegasus XVIII s dvoustupňovým kompresorem o výkonu po 772 kW. Většina letounů byla vybavena novými radiolokátory ASV Mk.II s šestnácti vodorovnými dipóly na čtyřech stožárcích na zadní části trupu. Obě horní střeliště nahradila střelecká věž F.N.7, převzatá z pozemního torpédového typu Blackburn Botha, obsahující dva pohyblivé kulomety Browning ráže 7,7 mm. Zadní věž F.N.13 s 500 náboji na zbraň nahradila věž F.N.4A s 1 000 náboji pro každý kulomet, která se vyráběla ve velkých množstvích pro dvoumotorový bombardér Avro Manchester.
Nejpočetněji vyráběnou verzí byl typ Mk.III s radarem ASV Mk.III, který se stal tak jednou z nejužitečnějších zbraní proti ponorkám. Stroje měly nový přední stupeň na spodní části trupu, bez svislé části, což o 10 % snižovalo aerodynamický odpor. Prototyp Sunderlandu Mk.III byl upraven v Rochesteru ze sériového kusu Mk.II a Parker jej zalétal 28. června 1941. První sériový Sunderland Mk.III vzlétl 15. prosince.
Dalším vývojovým typem byl Sunderland Mk. IV., který však byl odlišný a měl se stát vývojovou řadou S.45 Seaford. Počátky jeho vývoje sahají do roku 1942, ovšem ten tak zaostal, že výroba byla zahájena až roku 1945 a bylo vyrobeno pouhých 8 kusů. Poslední verzí byl Sunderland Mk. V, který byl poháněn motory Pratt & Whitney R-1830-90B Twin Wasp. Letouny tohoto typu s radarem ASV Mk.VIC v parabolických krytech pod křídly, začaly k jednotkám přicházet až roku 1945 a byly vyráběny až do června 1946.

## Bojové užití

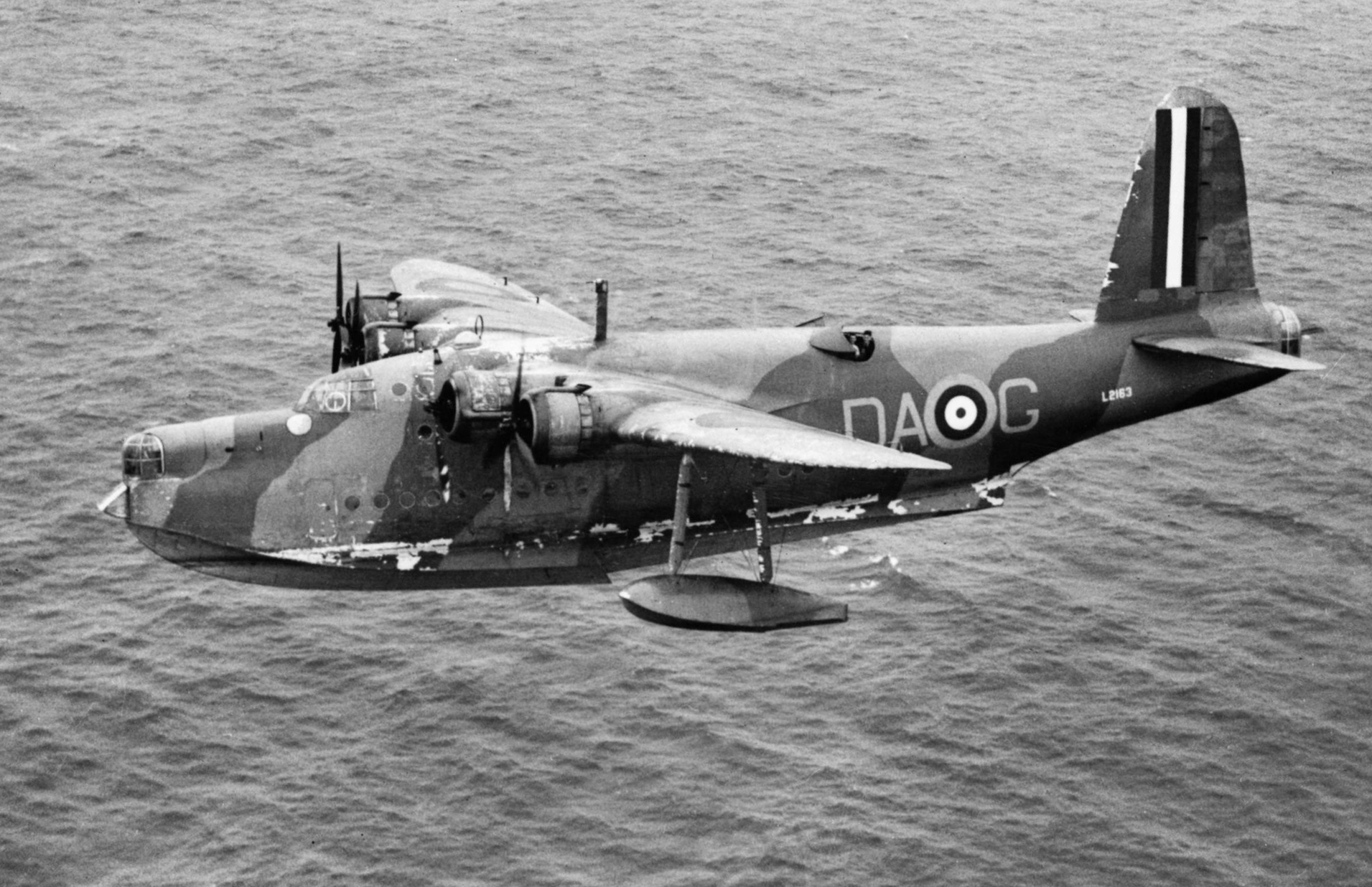
Short Sunderland Mk.I 210. perutě

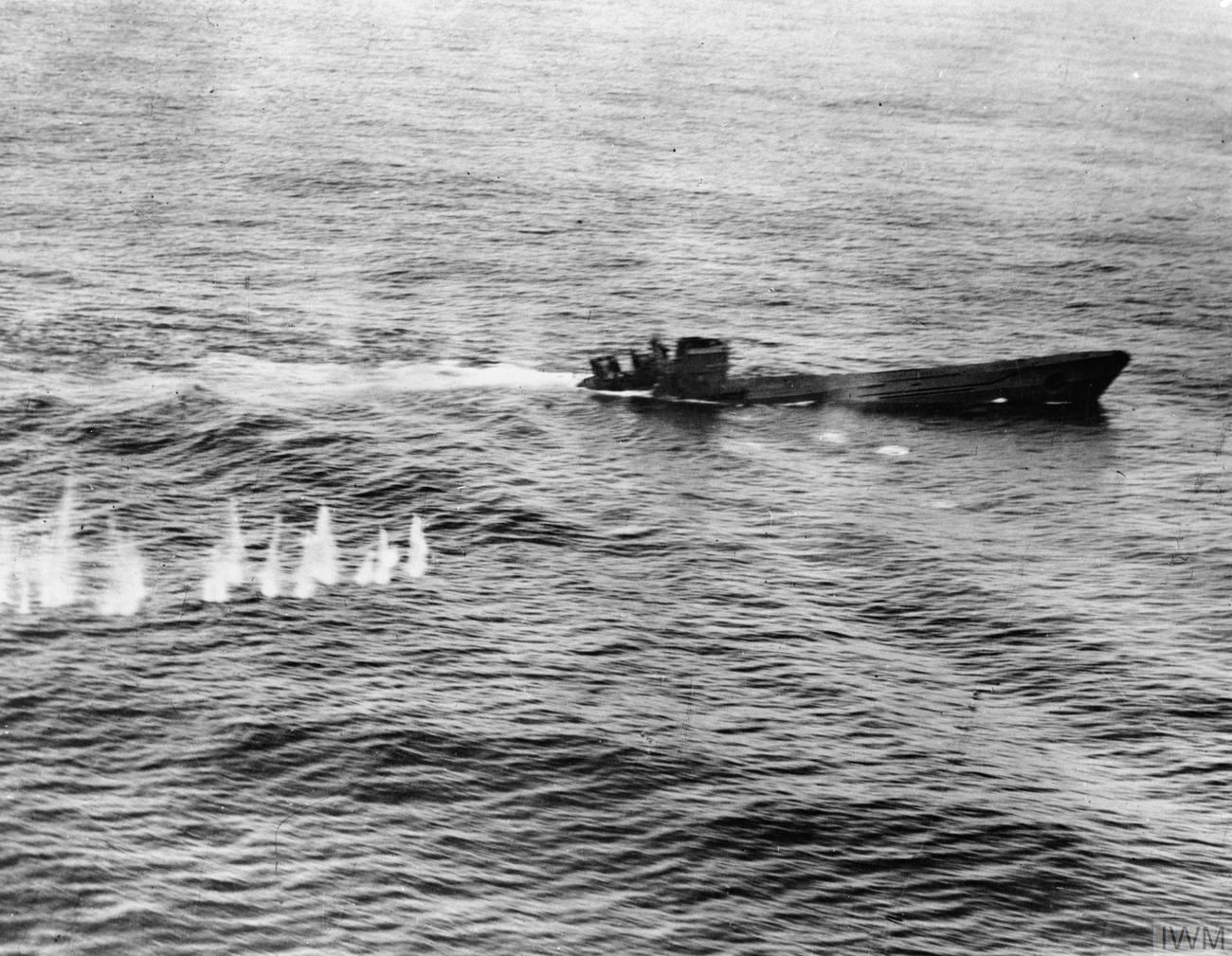
Potápějící se německá ponorka U426, kterou napadl Short Sunderland.

V době vypuknutí války v Evropě v září 1939 používalo britské vojenské letectvo Royal Air Force celkem 38 Sunderlandů, neboť dva byly ztraceny při haváriích. Výrobní linky dodávaly další kusy, ale ty byly určeny pro australskou 10. squadronu, oficiálně utvořenou 1. července 1939 v Point Cooku ve státě Victoria. Po zahájení války však bylo rozhodnuto, že 10. squadrona zůstane v Británii jako součást Pobřežního velitelství. Jejím prvním operačním letem se stala 10. října 1939 dodávka záložního motoru pro 228. peruť v severoafrické Bizertě.
První hlídkový let Sunderlandu proběhl již 3. září 1939 v den vyhlášení války Británie Německu. Během několika dnů pak Sunderlandy začaly chránit konvoje lodí před německými ponorkami. 8. září 1939 napadl Sunderland osmi pumami poprvé ponorku, zatím však neúspěšně.
První záchrannou akcí Sunderlandů se stala 18. září 1939 pomoc trosečníkům torpédované lodi Kensigton Court u ostrovů Scilly. Na pomoc odstartovaly dva letouny 228. squadrony, která byla 8. září převelena z Alexandrie. První stroj převzal 21 trosečníků z 34, zatímco druhý vzal na palubu zbývající. Podobná operace se během války několikrát opakovala. Jen 10. australská squadrona zachraňovala trosečníky 117krát.
30. ledna 1940 se Sunderland 228. squadrony podílel na první likvidaci německé ponorky, která byla poškozená předchozí palbou povrchovými plavidly. Po zásahu letounu nařídil kapitán ponorky U-55 typ VIIB její potopení. V dubnu 1940 začala přezbrojovat ze zastaralých letounů Saro London na Sunderlandy 201. squadrona, dislokovaná v Sullom Voe.
8. dubna poprvé odhalila osádka Sunderlandu 204. squadrony německá plavidla účastnící se invaze do Norska. Téhož dne byl její další stroj sestřelen bombardovacím letounem Heinkel He 111H. O dva dny později stíhací Messerschmitt Bf 110C od 1. staffel Zerstörergeschwader 76 sestřelil Sunderland od 210. squadrony. V Norsku se pak Sunderland široce uplatnil jako transportní letoun a jeho osádky při tom dokázaly sestřelit Messerschmitt Bf 110D.
Díky poměrně slušné pasívní ochraně byly nepříjemným soupeřem pro německé stíhače. Od nich dostaly přezdívku „Fliegende Stachelschweine“ (Létající dikobraz). O palebné síle Sunderlandu se mohli piloti Luftwaffe přesvědčit 3. dubna 1940 při pokusu o bombardování lodního konvoje. Sunderland od 204. squadrony nejprve odrazil útok dvou letounů Junkers Ju 88A a následně zahnal další čtyři. Na britský stroj pak ze zadní polosféry zaútočilo dalších šest Junkersů. Jeden z nich zadní střelec W. Lillie sestřelil a dalšímu vyřadil z činnosti levý motor, což německý letoun přinutilo k ústupu za doprovodu zbylé čtveřice. Silně poškozený Sunderland velitele F. Phillipse se zraněnou částí osádky se přesto dokázal vrátit na domovskou základnu v Invergordonu.
Australská 10. squadrona se poprvé vyznamenala v leteckém souboji 13. července 1940, kdy jeden z jejích Sunderlandů odrazil útok Messerschmittu Bf 110D a vážně ho poškodil. O dva dny později se další australský létající člun střetl s pěti stroji Heinkel He 111H, které atakovaly parník City of Limeck u souostroví Scilly. Jeden z nich sestřelil a zbylé zahnal. 14. srpna 1941 Short Sunderland 10. squadrony sestřelil čtyřmotorový Focke-Wulf Fw 200 Condor, který naváděl německé ponorky. První ponorku (U-26) zlikvidoval Sunderland poručíka Gibsona z 10. perutě již 1. července 1940.
Sunderlandy Mk.II byly přidělovány k 95., 119., 201., 204., 228., 246. v Bowmore, 423. v Obanu, 461. na Mount Battenu a 10. a 422. (australské) squadroně, z nichž řada byla nově utvořena. Squadrony č. 10 a 210 sloužily mj. k zásobovacím letům na Maltu a do Alexandrie. V říjnu 1941 obě jednotky v Británii posílila 228. squadrona, která se vrátila ze Středomoří. Společně disponovaly 23 letuschopnými Sunderlandy.
23. prosince 1941 poručík Hodkinson od 10. squadrony těžce poškodil v Biskajském zálivu tankovou zásobovací loď pro ponorky a s rozstříleným Sunderlandem dokázal nouzově přistát na pláži v Mount Batten.
V roce 1942 bylo dodáno celkem 114 Sunderlandů, z nichž některé byly nové verze Mk.III. Již 5. dubna 1942 dva Sunderlandy kryly ústup Commandos v prostoru Biarritzu, kdy během čtyř hodin odrazily 14 útoků Junkersů Ju 88A-4. 27. července další Sunderland 10. squadrony vybojoval hodinové střetnutí se čtveřicí Ju 88A-4 a dolétl na základnu s jedním poškozeným motorem. Následující den jiný letoun 10. squadrony sestřelil stíhací Messerschmitt Bf 109G.
Sunderlandy se účastnily úspěšně evakuace britských vojáků z Kréty, kdy z celkového množství 28 tisíc mužů jich evakuovaly zhruba polovinu. Do konce války potopily 28 německých ponorek a měly podíl na potopení dalších. Koncem druhé světové války jejich poslání neskončilo. Stroje létaly se zásobami v době tzv. berlínské krize, účastnily se Korejské války a jiných bojů v Asii, komerčně byly využívány při civilních dálkových letech a expedicích.
V roce 1951 se 19 letounů RAF Short Sunderland Mk.V podrobilo generálním opravám u firmy Short v Belfastu a následně byly předány francouzskému námořnictvu Aéronavale. Téměř bez výjimky byly předány jednotce 7FE dislokované v Dakaru v Senegalu. Z afrického západního pobřeží mohly radarem nebo vizuálně kontrolovat velkou oblast středního a jižního Atlantského oceánu.

## Verze
- Short Sunderland Mk.I – byl vyráběn od roku 1938 do roku 1942 v počtu 75 ks
- Short Sunderland Mk.II – vyráběn od 08/1941 do 12/1941, celkem 43 ks
- Short Sunderland Mk.III – vyráběn od 12/1941, celkem 461 ks
- Short Sunderland Mk.IIIA – verze vybavená radiolokátorem Mark III
- Short Sunderland Mk.IV – S.45 Seaford, celkem 8 kusů
- Short Sunderland Mk.V – verze vyráběná od 02/1945 do 06/1945 v počtu 55 kusů

## Specifikace (Sunderland Mk.V)

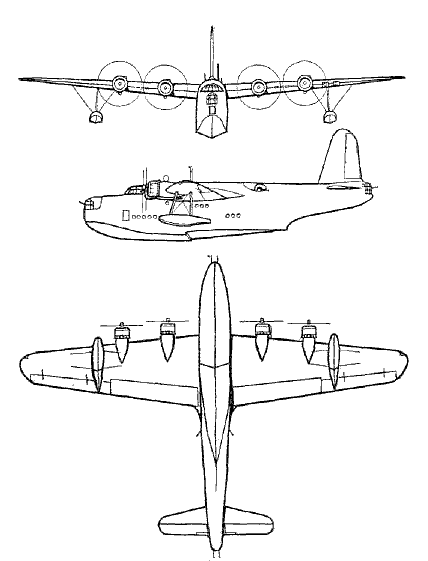

### Technické údaje
- Posádka: 7 až 9
- Vzletová hmotnost: 20 750 kg
- Hmotnost prázdného letounu: 12 830 kg
- Maximální vzletová hmotnost: 22 800 kg
- Rozpětí: 34,38 m
- Délka: 26 m
- Výška: 10 m
- Nosná plocha: 138,2 m²
- Pohonná jednotka: 4 × hvězdicový motor Pratt & Whitney R-1830-90B Twin Wasp s výkonem po 895 kW (1200 hp)

### Výkony
- Max. rychlost: 338 km/h v 1 900 m
- Cestovní rychlost: 286 km/h v 1 900 m
- Počáteční stoupavost: 360 m/min
- Praktický dostup: 4 850 m
- Maximální dostup: 6 250 m
- Dolet: 2 200 km
- Vytrvalost: 10 h při 260 km/h
- Maximální vytrvalost: 21 h při 220 km/h (zásoba paliva 5 200 kg)

### Výzbroj
- 4 x 7,7mm kulomet Browning ve věži Nash & Thompson FN-4A, další kulometná výzbroj ráže 7,7 mm nebo 12,7 mm na bocích (celkem 8 kulometů)
- pumy nebo hlubinné nálože Mk.VII